# Грауно
Грауно, Ґрауно (італ. Grauno) — колишній муніципалітет в Італії, у регіоні Трентіно-Альто-Адідже,  провінція Тренто. З 1 січня 2016 року Грауно є частиною новоствореного муніципалітету Альтавалле.
Грауно розташоване на відстані близько 500 км на північ від Рима, 24 км на північний схід від Тренто.
Населення — 141 особа (2014).
Покровитель — святий Мартин.

## Демографія
Населення за роками:

Станом на 31 грудня 2014 року в муніципалітеті офіційно проживало 6 іноземців з 2 країн.

## Сусідні муніципалітети
- Капріана
- Грумес
- Салорно
- Совер